# 373 Melusina
373 Melusina је астероид главног астероидног појаса. Приближан пречник астероида је 95,77 km,
а средња удаљеност астероида од Сунца износи 3,114 астрономских јединица (АЈ).
Инклинација (нагиб) орбите у односу на раван еклиптике је 15,437 степени, а орбитални период износи 2007,282 дана (5,495 година). Ексцентрицитет орбите астероида износи 0,144.
Апсолутна магнитуда астероида износи 9,13 а геометријски албедо 0,042.
Астероид је откривен 15. септембра 1893. године.